# Chinemys megalocephala
Chinemys megalocephala är en sköldpaddsart som beskrevs av  Fang 1934. Chinemys megalocephala ingår i släktet Chinemys och familjen Geoemydidae. Inga underarter finns listade i Catalogue of Life.
Populationens taxonomiska status är omstridd. Enligt Reptile Database är den ett synonym till Mauremys reevesii.